# Michail Maratowitsch Fridman

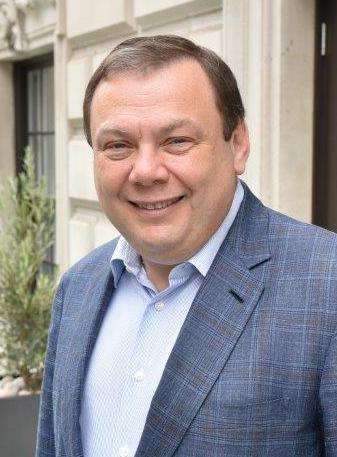
Michail Maratowitsch Fridman (2015)

Michail Maratowitsch Fridman (russisch Михаил Маратович Фридман; hebräisch מיכאיל פרידמן; * 21. April 1964 in Lwiw, heute Ukraine) ist ein russisch-israelischer Oligarch und einer der einflussreichsten Wirtschaftsführer Russlands.
Michail Fridman ist zusammen mit Pjotr Awen der Hauptgründer der Alfa Group, eines der größten privaten Industrie- und Finanzkonzerne in Russland. Er ist Aufsichtsratsvorsitzender der Alfa Group sowie in leitenden Positionen verschiedener Tochterunternehmen der Alfa Group, zum Beispiel als Vorsitzender des Direktorenrates der Alfa-Bank – und mit 36 Prozent der Anteile deren größter Aktionär –, Vorsitzender des Direktorenrates der Öltochter TNK-BP, Mitglied des Direktorenrates von VimpelCom und des Aufsichtsrates der X5 Retail Group.
Im Februar 2022 setzte die Europäische Union ihn im Zusammenhang mit dem russischen Überfall auf die Ukraine 2022 auf eine schwarze Liste und ließ sein gesamtes Vermögen im Zugriffsbereich der EU einfrieren.
Später erließ der Rat der EU neue Sanktionsbeschlüsse gegen Fridman und Pjotr Awen.
Fridman kündigte Mitte Oktober 2023 an, nach Russland zurückzukehren.

## Leben

### Herkunft und Ausbildung
Fridman stammt aus einer in Lwiw ansässigen jüdischen Familie von Ingenieuren, die später nach Köln auswanderte. Sein Vater Marat Fridman erhielt als Mitglied eines Autorenteams den Staatspreis der UdSSR für die Entwicklung von Systemen zur Freund-Feind-Erkennung in der Rüstungsindustrie.
Fridman ging in Lwiw zur Schule. Danach studierte er bis 1986 in Moskau.

### Beruflicher Beginn
Seine Wirtschaftskarriere begann Fridman bereits als Student am Moskauer Institut für Stahl und Metalllegierungen mit verschiedenen in der damaligen Sowjetunion zum Teil noch illegalen Jobs, wie Fensterputzen, dem Betreiben einer Diskothek und im Theaterkarten-Geschäft. In der liberaleren Ära unter Gorbatschow gründete der zu dieser Zeit in einer Maschinenbaufirma angestellte Fridman Kooperativen in verschiedenen Sparten, beispielsweise ein Immobilienmakler-Büro für Ausländer, einen Zigaretten- und Parfümimport, einen Computerhandel, ein Labor zur Züchtung weißer Mäuse, einen Kurierdienst und die Firma „Alfa Foto“. 

### Alfa Group
Zwei Jahre nach seinem Studienabschluss gründete er 1988 gemeinsam mit weiteren Investoren die „Alfa Group“, die auf lukrativen Geschäftsfelder tätig war und rasant wuchs. Die „Alfa Group“ war verbunden mit dem Schweizer Unternehmen „ADP Trading“ und importierte Zucker, Tee, Zigaretten und andere Waren nach Russland. 1992 erhielt Alfa zudem die Lizenz für den Export russischen Öls. Aus diesem Anfang entwickelte sich die „Alfa Group“.
Sein Partner Pjotr Awen, ein Studienkollege des späteren Ministerpräsidenten Jegor Gaidar, war zu Beginn der 1990er Jahre russischer Minister für Außenhandel und wurde danach Direktor einer der größten privaten Banken Russlands, der „Alfa-Bank“. Wegen ihrer engen Beziehungen zu höchsten Stellen erhielt das Alfa-Konsortium zahlreiche lukrative Aufträge. In der Ära Jelzin waren diese Beziehungen noch relativ „zweitklassig“; seit dem Amtsantritt von Wladimir Putin sind sie „erstklassig“. Zu den Tochterfirmen gehört das Telekommunikationsunternehmen Altimo, das 2004 als Alfa Telecom gegründet worden war.
Fridman war zeitweise Großaktionär beim drittgrößten russischen Ölkonzern TNK-BP. 
Im März 2014 gab der deutsche Energiekonzern RWE die Einigung mit der von einem Investorenkonsortium um Fridman kontrollierten LetterOne Group mit Sitz in Luxemburg über den Verkauf ihres Öl- und Gas-Tochterunternehmens RWE Dea für 5,1 Milliarden Euro bekannt,
das dann mit der BASF-Tochter Wintershall fusionierte.

## Vermögen
Fridmans Privatvermögen wurde 2006 vom manager magazin auf umgerechnet etwa 9,7 Milliarden US-Dollar geschätzt (Platz 11 der 100 reichsten Russen), nach einem im September 2006 veröffentlichten Rating der polnischen Zeitschrift „Wprost“ waren es geschätzte 12,4 Milliarden US-Dollar.

## Politische Ämter
Fridman ist Vorstandsmitglied der Russischen Industriellen- und Arbeitgebervereinigung, Mitglied der Gesellschaftlichen Kammer der Russischen Föderation (Общественная палата), russischer Repräsentant beim internationalen Beirat des Council on Foreign Relations und Vizevorsitzender des Russischen Jüdischen Kongresses.

## Sonstiges
Fridman lebt seit 2015 in London
und hat nach eigenen Angaben über KyivStar und die Genesis Philanthropy Group humanitäre Unterstützung in der Ukraine zugesichert.
Er war und ist Förderer verschiedener philanthroper und kultureller Einrichtungen und Veranstaltungen, beispielsweise des Alfa Jazz Fests in Lwiw (Ukraine).

## Kritik
Fridman wird vorgeworfen, mitverantwortlich zu sein an der im November 2002 eingetretenen Umweltkatastrophe durch die Havarie des Öltankers „Prestige“ an der Küste Spaniens, der ihm über eine Offshorefirma indirekt gehörte. Obwohl mehrfach schwere technische Mängel an dem Schiff festgestellt worden waren, wie das nach der Katastrophe eingeleitete Untersuchungsverfahrens feststellen konnte, ließ er es weiterlaufen. Zudem entzog er mit dieser Offshorefirma angeblich enorme Gewinne der Versteuerung.
Im Januar 2005 erschien die Ausgabe der regierungskritischen Zeitung Kommersant mit nur vier Seiten und zahlreichen weißen Stellen. Sie enthielt nur einen Widerruf sowie den Text eines Urteils, mit dem sie zur Zahlung eines Schadensersatzes in Höhe von umgerechnet etwa 8,5 Millionen Euro an die Alfa Bank verurteilt worden war. Die Redaktion erklärte in einer Blattecke, die Ausgabe sei exklusiv der Alfa Bank und deren Chef Michail Fridman gewidmet, „auf dass sie ihm gefalle“.

## EU-Sanktionen wegen russischen Angriffs auf die Ukraine 2022
Am 28. Februar 2022 setzte die Europäische Union Fridman im Zusammenhang mit dem russischen Überfall auf die Ukraine 2022 auf die schwarze Liste und ließ sein gesamtes Vermögen einfrieren.
Wie Awen kündigte er daraufhin an, diese Maßnahmen anzufechten. Gegenüber seinen Mitarbeitern erklärte er, der Krieg sei eine Tragödie und forderte ein „Ende des Blutvergießens“. 
In einer öffentlichen Stellungnahme vom 1. März 2022 erklärte Fridman, dass der Krieg „ein sehr heikles Thema“ sei. Der Krieg bringe aus seiner Sicht keine Lösung für irgendein Problem und müsse so schnell wie möglich beendet werden. Die Sanktionen, die gegen ihn und andere russische Geschäftsleute verhängt würden, übten einen enormen persönlichen Druck aus, hätten aber keinerlei Auswirkungen auf politische Entscheidungen. Seine Eltern hätten ihm früher immer deutlich gemacht, dass er bestimmte Positionen oder Posten an einer Universität oder anderswo nicht erreichen könne, weil er Jude sei, und nun sähe er sich derselben Situation im Westen gegenüber, weil er Russe sei. Im September 2023 beschuldigte der ukrainische Inlandsgeheimdienst SBU Fridman, er finanziere den russischen Angriffskrieg in der Ukraine.
Am 10. April 2024 hat das Gericht der Europäischen Union die Sanktionsbeschlüsse der Europäischen Union gegen den russischen Oligarchen Michail Fridman mangels hinreichender Beweise für nichtig erklärt. Das Urteil ist noch nicht rechtskräftig; ein Revisionsverfahren beim EuGH ist möglich.